# Bill Tupou

a Compétitions nationales et continentales officielles uniquement.

b Matchs officiels uniquement.
Bill Tupou, né le 2 juillet 1990 à Auckland (Nouvelle-Zélande), est un joueur de rugby à XIII international tongien évoluant au poste d'ailier ou de centre dans les années 2010. Il fait ses débuts professionnels en National Rugby League à Warriors de New Zealand en 2010. Il rejoint ensuite les Raiders de Canberra puis se rend en Angleterre en 2015 pour Wakefield et la Super League.
Parallèlement, il fut sélectionné en sélection des Tonga en 2014.

## Palmarès
- Individuel :
  - Nommé dans l'équipe de la Super League : 2018 (Wakefield).